# Boris Gelfand
Boris Gelfand (hebräisch בוריס גלפנד, belarussisch Барыс Абрамавіч Гельфанд/Barys Abramawitsch Helfand, russisch Борис Абрамович Гельфанд/Boris Abramowitsch Gelfand; * 24. Juni 1968 in Minsk) ist ein ehemals belarussischer Schachspieler, der nun für Israel spielt. Er wohnt heute in Rischon LeZion. 2012 wurde er Vize-Weltmeister gegen Viswanathan Anand.

## Werdegang
Gelfands erste große Erfolge im Schach stellten sich Ende der 1980er Jahre ein, seit Beginn der 1990er Jahre zählt er beständig zur Weltspitze. 1985 wurde er sowjetischer Juniorenmeister. Anfang 1988 gewann er vor Wassyl Iwantschuk die Jugendeuropameisterschaft in Arnhem. Ein Jahr später wurde er in Arnheim hinter Alexei Drejew Zweiter (nach Feinwertung) bei der Jugendeuropameisterschaft. Im Jahre 1988 wurde er in Adelaide Vierter bei der Juniorenweltmeisterschaft, die Joël Lautier als 15-Jähriger gewann. Den Großmeistertitel verlieh ihm die FIDE 1989. Gelfand gewann gemeinsam mit Wassyl Iwantschuk das Interzonenturnier von Manila im Jahre 1990 und qualifizierte sich erstmals für das Kandidatenturnier. Er schied im Viertelfinalwettkampf (Brüssel 1991) gegen den späteren Gewinner der Kandidatenkämpfe, den Engländer Nigel Short, mit 3:5 (+2 =2 −4) aus. 1993 siegte Gelfand beim Interzonenturnier in Biel und qualifizierte sich abermals für die Kandidatenkämpfe. Nachdem er zunächst Michael Adams besiegt hatte (mit 5:3 (+3 =4 −1) in Wijk aan Zee 1994), schlug er überraschend den späteren Weltmeister Wladimir Kramnik mit 4,5:3,5 (+2 =5 −1) (in Sanghi Nagar/Indien 1994). Erst Anatoli Karpow stoppte Gelfand, als er ihn 6:3 schlug (+1 =4 −4 aus Gelfands Sicht, in Sanghi Nagar/Indien 1995).
Auch nachdem die FIDE die klassische Ermittlung des Herausforderers des Weltmeisters, nämlich durch Zonen-, Interzonen- und Kandidatenturniere, abgeschafft hatte, zeigte sich Gelfand erfolgreich bei seinen Versuchen, in den Weltmeisterschaftskampf einzugreifen. Bei der ersten FIDE-WM im K.-o.-System (bei dem deutlich weniger Turnierpartien gespielt werden und wo häufig erst Schnell- und Blitzpartien über das Weiterkommen entscheiden) in Groningen 1997 gelangte er ins Halbfinale, wo er dem Inder Viswanathan Anand unterlag. 1999 schied er gegen den späteren Turniersieger Alexander Chalifman aus. In New Delhi 2000 schied er gegen den späteren Finalisten Alexei Schirow aus. In Moskau 2001 unterlag er Pjotr Swidler. An der FIDE-WM in Tripolis 2004 nahm er nicht teil, da die libysche Staatsführung die israelischen Schachspieler erst nicht einreisen ließ und dies kurz vor Turnierbeginn nur ohne Sekundanten gestattete.
Im WM-Zyklus 2006/2007 griff die FIDE wieder auf den Modus der Kandidatenturniere zurück. Gelfand hatte sich beim FIDE-Weltpokal 2005 in Chanty-Mansijsk (RUS) für die Kandidatenkämpfe qualifiziert. Diese fanden im Mai und Juni 2007 in Kalmückien (RUS) statt, wo er durch Siege über Rustam Kasimjanov und Gata Kamsky schließlich zu den acht Spielern gehörte, die im September an der Schachweltmeisterschaft 2007 in Mexiko-Stadt teilnehmen durften. Der Wettkampf wurde als Rundenturnier – also jeder gegen jeden mit Hin- und Rückrunde – ausgeführt. Mit 8 Punkten aus 14 Partien erreichte Gelfand hinter Viswanathan Anand und Wladimir Kramnik den dritten Platz, der damit sein bis dahin größter Erfolg bei einer Weltmeisterschaft war.

## Weltmeisterschaft 2012
Im Dezember 2009 gewann er den Schach-Weltpokal in Chanty-Mansijsk; im Finale setzte er sich nach Stichkampf gegen Ruslan Ponomarjow durch. Mit diesem Erfolg qualifizierte er sich für das Kandidatenturnier 2011 in Kasan, das er mit Siegen über Şəhriyar Məmmədyarov, Gata Kamsky und im Finale über Alexander Grischtschuk gewann. Dadurch sicherte sich Gelfand das Recht, bei der Schachweltmeisterschaft 2012 Weltmeister Viswanathan Anand herauszufordern. Im Weltmeisterschaftsmatch im Mai 2012 unterlag Gelfand nach ausgeglichenem Hauptkampf (+1 =10 −1) und einem durch Schnellschach-Partien entscheidenden Tiebreak mit 1,5:2,5 gegen Anand.

## Weitere Erfolge
Zu Gelfands weiteren großen Turniererfolgen gehören die Siege in Moskau 1992, Dos Hermanas 1994, Belgrad 1995, Wien 1996, Polanica-Zdrój 1998 und 2000, Cannes 2002 sowie auf Bermuda 2005. Nach einigen Jahren, in denen nach Gelfands Aussagen er nicht zu den Topturnieren eingeladen worden sei, und er nur durch die oben beschriebenen Erfolge bei den WM-Zyklen seine Zugehörigkeit zu den besten der Welt bewies, gewann Gelfand erst nach dem Weltmeisterschafts-Kampf gegen Anand 2012 wieder regelmäßig Top-Turniere.
Beim FIDE Grand Prix 2012–2013 teilte er sich den ersten Platz sowohl beim ersten Turnier in London als auch beim letzten in Paris. Das Tal Memorial im Juni 2013 in Moskau gewann er unter anderem vor Magnus Carlsen, Viswanathan Anand, Wladimir Kramnik und Fabiano Caruana. Auch beim Alekhine Memorial 2013 teilte er den ersten Platz mit Levon Aronian und landete wieder vor Viswanathan Anand und Wladimir Kramnik. Im Jahre 2014 gewann er das erste Turnier des FIDE Grand Prix 2014–2015 in Baku zusammen mit Fabiano Caruana.
Gelfand gewann außerdem 2002 das Schnellschachturnier in Cap d’Agde, das ein Jahr später im selben Modus als Schnellschachweltmeisterschaft der FIDE ausgetragen wurde.

## Nationalmannschaft
Gelfand nahm seit 1990 an elf Schacholympiaden teil, 1990 mit der sowjetischen Mannschaft, die das Turnier gewann, 1994 und 1996 mit der belarussischen Mannschaft und seit 2000 bei allen Olympiaden mit der israelischen Mannschaft. Am erfolgreichsten war Israel 2008 mit einem zweiten Platz, dort erreichte gleichzeitig Gelfand die zweitbeste Einzelbilanz am Spitzenbrett. An der Mannschaftsweltmeisterschaft nahm Gelfand 2005 und 2010 mit Israel teil, an der Mannschaftseuropameisterschaft 1989 mit der sowjetischen Mannschaft, die das Turnier gewann, an den vier Austragungen von 1999 bis 2005 mit der israelischen Mannschaft, die 2003 und 2005 den zweiten Platz erreichte.

## Vereine
In der russischen Mannschaftsmeisterschaft spielte Gelfand von 2004 bis 2006 bei Termosteps Samara, 2007 bei Elara Tscheboksary und von 2008 bis 2011 für die Mannschaft von SchSM-64 Moskau, mit der er 2010 und 2011 Meister wurde.
In der deutschen Schachbundesliga spielte Gelfand in der Saison 1996/97 zwei Wettkämpfe für die SG Porz. Ebenfalls in der Bundesliga gemeldet war er in der Saison 1999/2000 für die SG 1868-Aljechin Solingen und in der Saison 2007/08 für den SC Remagen, er kam aber in beiden Spielzeiten nicht zum Einsatz. In der Saison 2014/15 spielte Gelfand für den SK Schwäbisch Hall.
In der österreichischen Staatsliga A spielte Gelfand in der Saison 1995/96 eine Partie für den SK Hohenems, für den er bis 1999 gemeldet war, aber keinen weiteren Wettkampf mehr bestritt. In der Saison 2008/09 spielte er beim SK Advisory Invest Baden, bei dem er auch in der folgenden Saison gemeldet war, aber nicht zum Einsatz kam. In der spanischen Mannschaftsmeisterschaft spielte er 2005, 2006, 2008 und 2009 für Gros XT. In der tschechischen Extraliga spielt Gelfand in der Saison 2019/20 für Moravská Slavia Brno.
Am European Club Cup nahm er vierzehnmal teil, nämlich in den Jahren 1995 bis 1999 für Agrouniverzal Zemun, in den Jahren 2003 bis 2005 für Polonia Plus GSM Warschau, 2006 für Elara Tscheboksary, 2008 für MIKA Jerewan und in den Jahren 2009 bis 2012 für SchSM-64 Moskau. Mit der Mannschaft erreichte er 1999, 2003 und 2005 den zweiten und 2012 den dritten Platz, in der Einzelwertung gelang ihm 2009 das drittbeste Ergebnis am Spitzenbrett.

## Partiebeispiel
|   | a | b | c | d | e | f | g | h |   |
| 8 |   |   |   |   |   |   |   |   | 8 |
| 7 |   |   |   |   |   |   |   |   | 7 |
| 6 |   |   |   |   |   |   |   |   | 6 |
| 5 |   |   |   |   |   |   |   |   | 5 |
| 4 |   |   |   |   |   |   |   |   | 4 |
| 3 |   |   |   |   |   |   |   |   | 3 |
| 2 |   |   |   |   |   |   |   |   | 2 |
| 1 |   |   |   |   |   |   |   |   | 1 |
|   | a | b | c | d | e | f | g | h |   |

Die folgende Partie gewann Gelfand mit den weißen Steinen beim Interzonenturnier Biel 1993 gegen Anand.
Gelfand–Anand 1:0
Biel, 24. Juli 1993
Halbslawische Verteidigung, D47
1. d4 d5 2. c4 c6 3. Sc3 Sf6 4. e3 e6 5. Sf3 Sbd7 6. Ld3 dxc4 7. Lxc4 b5 8. Ld3 Lb7 9. a3 b4 10. Se4 Sxe4 11. Lxe4 Dc7 12. axb4 Lxb4+ 13. Ld2 Lxd2+ 14. Sxd2 c5 15. Dc2 Db6 16. dxc5 Dxc5 17. Da4 Tb8 18. 0–0 0–0 19. Dxd7 Tfd8 Diagramm 20. Lxh7+ Kxh7 21. Dxf7 Txd2 22. Ta4 Dg5 23. g3 e5 24. Th4+ Dxh4 25. gxh4 Td6 26. h5 Le4 27. De7 Tbb6 28. Dxe5 Te6 29. Df4 1:0

## Privatleben
Gelfand ist mit der Journalistin Maya verheiratet. Im September 2005 kam eine Tochter zur Welt und 2011 wurde ein Sohn geboren.

## Werke
- Meine besten Partien, Edition Olms, Zürich 2005, ISBN 3-283-00452-8.
- Reihe "Decision Making", Quality Chess, Glasgow (unter Mitarbeit von Großmeister Jacob Aagaard)
  - Positional Decision Making in Chess, Quality Chess, Glasgow 2015, ISBN 978-1-78483-006-9.
  - Dynamic Decision Making in Chess, Quality Chess, Glasgow 2016, ISBN 978-1-78483-013-7.
  - Technical Decision Making in Chess, Quality Chess, Glasgow 2020, ISBN 978-1-78483-065-6.
  - Decision Making in Major Piece Endings, Quality Chess, Glasgow 2020, ISBN 978-1-78483-140-0.